# Urpo Leppänen

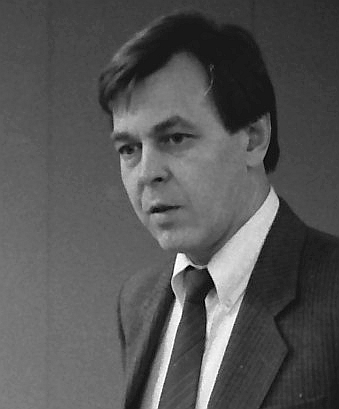
Urpo Leppänen (1984)

Urpo Leppänen  (Polvijärvi, 10 februari 1944 - Forssa, 14 maart 2010) was een Fins politicus. 
De master in de sociale wetenschappen Urpo Leppänen was parlementslid voor de partij "Suomen Maaseudun Puolue" (SMP) van 1979 tot 1989, maar stichtte na een conflict binnen zijn partij de eigen parlementaire groep Vade (afkorting van "Vapaat demokraatit",), die later opging in de Liberale Partij van Finland. In 1993 werd hij opnieuw lid van de SMP en in 2003 was hij opnieuw kandidaat voor de Liberale Partij. In 2007 was hij kandidaat voor de rechts-populistische partij "Perussuomalaiset".
Van 1983 tot 1987 was Leppänen minister van arbeid in de vierde regering van Kalevi Sorsa. Hij legde ook de basis voor de Lex Leppänen, die de plaatselijke overheden verplichtte om werklozen een tijd te werk te stellen. Door de oplopende werkloosheid was het systeem aan het begin van de jaren 1990 te duur geworden, waardoor het moest worden afgeschaft. 
Leppänen was ook op persoonlijk vlak een kleurrijke figuur. In 1990 huwde hij voor de vierde maal, ditmaal met de Cubaanse danseres Ana Risquet Ribalta. 